# Hoa Ninh
Hoa Ninh (chữ Hán giản thể: 华宁县) là một huyện thuộc địa cấp thị Ngọc Khê, tỉnh Vân Nam, Cộng hòa Nhân dân Trung Hoa. Thông Hải nằm ở tọa độ: 102°49′-103°09′độ vĩ bắc, 23°59′-24°34′độ kinh đông. Huyện này có diện tích 1.313 km², dân số năm 2000 là 200.000 người. Chính quyền quận đóng tại trấn Ninh Châu.

## Phân chia hành chính
- Trấn: Ninh Châu, Bàn Khê, Thanh Long, Hoa Khê
- Hương: hương dân tộc Miêu-Di Thông Hồng Điện.

## Khí hậu
| Dữ liệu khí hậu của Hoa Ninh, elevation 1.703 m (5.587 ft), (1991–2011 normals, extremes 1981–2010) | Dữ liệu khí hậu của Hoa Ninh, elevation 1.703 m (5.587 ft), (1991–2011 normals, extremes 1981–2010) | Dữ liệu khí hậu của Hoa Ninh, elevation 1.703 m (5.587 ft), (1991–2011 normals, extremes 1981–2010) | Dữ liệu khí hậu của Hoa Ninh, elevation 1.703 m (5.587 ft), (1991–2011 normals, extremes 1981–2010) | Dữ liệu khí hậu của Hoa Ninh, elevation 1.703 m (5.587 ft), (1991–2011 normals, extremes 1981–2010) | Dữ liệu khí hậu của Hoa Ninh, elevation 1.703 m (5.587 ft), (1991–2011 normals, extremes 1981–2010) | Dữ liệu khí hậu của Hoa Ninh, elevation 1.703 m (5.587 ft), (1991–2011 normals, extremes 1981–2010) | Dữ liệu khí hậu của Hoa Ninh, elevation 1.703 m (5.587 ft), (1991–2011 normals, extremes 1981–2010) | Dữ liệu khí hậu của Hoa Ninh, elevation 1.703 m (5.587 ft), (1991–2011 normals, extremes 1981–2010) | Dữ liệu khí hậu của Hoa Ninh, elevation 1.703 m (5.587 ft), (1991–2011 normals, extremes 1981–2010) | Dữ liệu khí hậu của Hoa Ninh, elevation 1.703 m (5.587 ft), (1991–2011 normals, extremes 1981–2010) | Dữ liệu khí hậu của Hoa Ninh, elevation 1.703 m (5.587 ft), (1991–2011 normals, extremes 1981–2010) | Dữ liệu khí hậu của Hoa Ninh, elevation 1.703 m (5.587 ft), (1991–2011 normals, extremes 1981–2010) | Dữ liệu khí hậu của Hoa Ninh, elevation 1.703 m (5.587 ft), (1991–2011 normals, extremes 1981–2010) |
| Tháng                                                                                               | 1                                                                                                   | 2                                                                                                   | 3                                                                                                   | 4                                                                                                   | 5                                                                                                   | 6                                                                                                   | 7                                                                                                   | 8                                                                                                   | 9                                                                                                   | 10                                                                                                  | 11                                                                                                  | 12                                                                                                  | Năm                                                                                                 |
| --------------------------------------------------------------------------------------------------- | --------------------------------------------------------------------------------------------------- | --------------------------------------------------------------------------------------------------- | --------------------------------------------------------------------------------------------------- | --------------------------------------------------------------------------------------------------- | --------------------------------------------------------------------------------------------------- | --------------------------------------------------------------------------------------------------- | --------------------------------------------------------------------------------------------------- | --------------------------------------------------------------------------------------------------- | --------------------------------------------------------------------------------------------------- | --------------------------------------------------------------------------------------------------- | --------------------------------------------------------------------------------------------------- | --------------------------------------------------------------------------------------------------- | --------------------------------------------------------------------------------------------------- |
| Cao kỉ lục °C (°F)                                                                                  | 25.4 (77.7)                                                                                         | 27.5 (81.5)                                                                                         | 30.6 (87.1)                                                                                         | 32.9 (91.2)                                                                                         | 33.6 (92.5)                                                                                         | 32.7 (90.9)                                                                                         | 32.0 (89.6)                                                                                         | 31.1 (88.0)                                                                                         | 31.6 (88.9)                                                                                         | 28.5 (83.3)                                                                                         | 27.4 (81.3)                                                                                         | 26.0 (78.8)                                                                                         | 33.6 (92.5)                                                                                         |
| Trung bình ngày tối đa °C (°F)                                                                      | 17.9 (64.2)                                                                                         | 20.2 (68.4)                                                                                         | 23.6 (74.5)                                                                                         | 26.5 (79.7)                                                                                         | 26.7 (80.1)                                                                                         | 26.8 (80.2)                                                                                         | 26.4 (79.5)                                                                                         | 26.4 (79.5)                                                                                         | 25.1 (77.2)                                                                                         | 22.6 (72.7)                                                                                         | 20.0 (68.0)                                                                                         | 17.6 (63.7)                                                                                         | 23.3 (74.0)                                                                                         |
| Trung bình ngày °C (°F)                                                                             | 9.5 (49.1)                                                                                          | 11.5 (52.7)                                                                                         | 15.0 (59.0)                                                                                         | 18.5 (65.3)                                                                                         | 20.6 (69.1)                                                                                         | 21.8 (71.2)                                                                                         | 21.5 (70.7)                                                                                         | 21.1 (70.0)                                                                                         | 19.7 (67.5)                                                                                         | 17.2 (63.0)                                                                                         | 12.9 (55.2)                                                                                         | 9.9 (49.8)                                                                                          | 16.6 (61.9)                                                                                         |
| Tối thiểu trung bình ngày °C (°F)                                                                   | 3.3 (37.9)                                                                                          | 4.6 (40.3)                                                                                          | 7.7 (45.9)                                                                                          | 11.7 (53.1)                                                                                         | 15.7 (60.3)                                                                                         | 18.2 (64.8)                                                                                         | 18.3 (64.9)                                                                                         | 17.6 (63.7)                                                                                         | 16.0 (60.8)                                                                                         | 13.6 (56.5)                                                                                         | 8.0 (46.4)                                                                                          | 4.6 (40.3)                                                                                          | 11.6 (52.9)                                                                                         |
| Thấp kỉ lục °C (°F)                                                                                 | −3.5 (25.7)                                                                                         | −3.0 (26.6)                                                                                         | −3.1 (26.4)                                                                                         | 2.4 (36.3)                                                                                          | 5.3 (41.5)                                                                                          | 11.6 (52.9)                                                                                         | 12.9 (55.2)                                                                                         | 10.9 (51.6)                                                                                         | 7.2 (45.0)                                                                                          | 3.4 (38.1)                                                                                          | −2.2 (28.0)                                                                                         | −7.2 (19.0)                                                                                         | −7.2 (19.0)                                                                                         |
| Lượng Giáng thủy trung bình mm (inches)                                                             | 26.7 (1.05)                                                                                         | 16.5 (0.65)                                                                                         | 21.5 (0.85)                                                                                         | 36.9 (1.45)                                                                                         | 76.4 (3.01)                                                                                         | 172.7 (6.80)                                                                                        | 171.0 (6.73)                                                                                        | 144.8 (5.70)                                                                                        | 98.3 (3.87)                                                                                         | 63.5 (2.50)                                                                                         | 32.7 (1.29)                                                                                         | 17.1 (0.67)                                                                                         | 878.1 (34.57)                                                                                       |
| Số ngày giáng thủy trung bình (≥ 0.1 mm)                                                            | 4.5                                                                                                 | 4.1                                                                                                 | 5.1                                                                                                 | 7.8                                                                                                 | 11.8                                                                                                | 15.4                                                                                                | 20.0                                                                                                | 18.9                                                                                                | 13.7                                                                                                | 11.9                                                                                                | 5.6                                                                                                 | 4.1                                                                                                 | 122.9                                                                                               |
| Số ngày tuyết rơi trung bình                                                                        | 0.6                                                                                                 | 0.1                                                                                                 | 0.1                                                                                                 | 0                                                                                                   | 0                                                                                                   | 0                                                                                                   | 0                                                                                                   | 0                                                                                                   | 0                                                                                                   | 0                                                                                                   | 0                                                                                                   | 0.2                                                                                                 | 1                                                                                                   |
| Độ ẩm tương đối trung bình (%)                                                                      | 72                                                                                                  | 65                                                                                                  | 59                                                                                                  | 60                                                                                                  | 65                                                                                                  | 76                                                                                                  | 80                                                                                                  | 81                                                                                                  | 79                                                                                                  | 79                                                                                                  | 77                                                                                                  | 76                                                                                                  | 72                                                                                                  |
| Số giờ nắng trung bình tháng                                                                        | 210.8                                                                                               | 216.5                                                                                               | 248.3                                                                                               | 249.4                                                                                               | 216.1                                                                                               | 144.8                                                                                               | 121.2                                                                                               | 139.4                                                                                               | 129.5                                                                                               | 131.7                                                                                               | 179.1                                                                                               | 178.3                                                                                               | 2.165,1                                                                                             |
| Phần trăm nắng có thể                                                                               | 63                                                                                                  | 67                                                                                                  | 66                                                                                                  | 65                                                                                                  | 52                                                                                                  | 36                                                                                                  | 29                                                                                                  | 35                                                                                                  | 35                                                                                                  | 37                                                                                                  | 55                                                                                                  | 54                                                                                                  | 50                                                                                                  |
| Nguồn: China Meteorological Administration                                                          | | | | | | | | | | | | | |